# Standard City
Standard City és una població dels Estats Units a l'estat d'Illinois. Segons el cens del 2000 tenia 138 habitants.

## Demografia
Segons el cens del 2000, Standard City tenia 138 habitants, 58 habitatges, i 41 famílies. La densitat de població era de 83,3 habitants/km².
Dels 58 habitatges en un 32,8% hi vivien nens de menys de 18 anys, en un 55,2% hi vivien parelles casades, en un 8,6% dones solteres, i en un 29,3% no eren unitats familiars. En el 22,4% dels habitatges hi vivien persones soles el 15,5% de les quals corresponia a persones de 65 anys o més que vivien soles. El nombre mitjà de persones vivint en cada habitatge era de 2,38 i el nombre mitjà de persones que vivien en cada família era de 2,73.
Per edats la població es repartia de la següent manera: un 22,5% tenia menys de 18 anys, un 13,8% entre 18 i 24, un 31,2% entre 25 i 44, un 22,5% de 45 a 60 i un 10,1% 65 anys o més.
L'edat mediana era de 35 anys. Per cada 100 dones de 18 o més anys hi havia 101,9 homes.
La renda mediana per habitatge era de 19.688 $ i la renda mediana per família de 25.000 $. Els homes tenien una renda mediana de 22.500 $ mentre que les dones 17.500 $. La renda per capita de la població era de 22.852 $. Aproximadament el 18,8% de les famílies i el 22,5% de la població estaven per davall del llindar de pobresa.

## Poblacions més properes
El següent diagrama mostra les poblacions més properes.